# Passeport seychellois
Le passeport seychellois est un document de voyage international délivré aux ressortissants seychellois, et qui peut aussi servir de preuve de la citoyenneté seychelloise.
Le passeport seychellois est classé 79e d'après de site Passport Index, et permet de voyager vers 51 pays africains sans visa.